# Estados Unidos en los Juegos Olímpicos de Squaw Valley 1960
Estados Unidos estuvo representado en los Juegos Olímpicos de Squaw Valley 1960 por un total de 79 deportistas, 61 hombres y 18 mujeres, que compitieron en 8 deportes.
El portador de la bandera en la ceremonia de apertura fue el patinador de velocidad Don McDermott.

## Medallistas
El equipo olímpico estadounidense obtuvo las siguientes medallas:
| Nombre                           | Deporte               | Competición       |
| -------------------------------- | --------------------- | ----------------- |
| Oro                              |                       |                   |
| Equipo                           | Hockey sobre hielo    | Torneo M          |
| Carol Heiss                      | Patinaje artístico    | Individual F      |
| David Jenkins                    | Patinaje artístico    | Individual M      |
| Plata                            |                       |                   |
| Penny Pitou                      | Esquí alpino          | Descenso F        |
| Penny Pitou                      | Esquí alpino          | Eslalon gigante F |
| Betsy Snite                      | Esquí alpino          | Eslalon F         |
| Bill Disney                      | Patinaje de velocidad | 500 m M           |
| Bronce                           |                       |                   |
| Barbara Roles                    | Patinaje artístico    | Individual F      |
| Nancy Ludington Ronald Ludington | Patinaje artístico    | Parejas           |
| Jeanne Ashworth                  | Patinaje de velocidad | 500 m F           |